# Панфилова улица (Санкт-Петербург)
Панфи́лова улица — небольшая улица в Красногвардейском районе Санкт-Петербурга, в историческом районе Большая Охта. Проходит от Большеохтинского за Среднеохтинский проспект в сторону проспекта Металлистов.

## История
Название Панфиловой улицы известно с 1828 года, от фамилии старосты участка плотничьей слободы (она некогда находилась на Большой Охте).
Изначально улица проходила от Невы до современного Среднеохтинского проспекта, в 1910 году была продлена до современной улицы Пугачёва, а в 1950-х годах — ещё дальше, до несуществующей ныне Чернавской улицы (проходила вдоль русла ныне засыпанной реки Чернавки).
В 1892 году на пересечении Полевой и Панфиловой улиц был построен Охтинский вокзал, а по улице прошла трасса Ириновской узкоколейной железной дороги. В 1920-х годах узкоколейка от набережной до Среднеохтинского проспекта была разобрана, а после Среднеохтинского проспекта — переделана в трамвайную линию; линия по Панфиловой улице существовала вплоть до октября 1978 года, пока не была перенесена на Большую Пороховскую улицу.
В 1960-х годах участок улицы от Невы до Большеохтинского проспекта вошёл в жилую застройку, а в 1987 году та же участь постигла участок восточнее дома № 38 по проспекту Металлистов. До настоящего времени сохранились дома дореволюционной застройки — номера 9, 13, 16а, 22.